# Crónicas desde el país de la gente más feliz de la Tierra
Crónicas desde el país de la gente más feliz de la Tierra (título original en inglés: Chronicles from the Land of the Happiest People on Earth) es una novela de 2021 escrita por el dramaturgo y novelista nigeriano Wole Soyinka. Fue lanzada el 28 de septiembre de 2021 por Bookcraft Africa.
La novela es una sátira política, inspirada en un informe de que los nigerianos se encuentran entre las personas más felices de la Tierra. Cuenta la historia del Dr. Kighare Menka, un cirujano que descubre un plan de mercado negro de partes del cuerpo humano en su hospital. Es la tercera novela de Soyinka y la primera desde Season of Anomy, que se publicó en 1973.

## Sinopsis
La novela se desarrolla en una versión imaginaria de Nigeria. Una sociedad secreta formada por miembros de alto rango de la élite política y religiosa de la nación comercia con partes del cuerpo humano para su uso en rituales religiosos.
Las partes corporales son robadas de un hospital dirigido por el Dr. Kighare Menka, un cirujano que trata a víctimas de la guerra y cuyo amigo Duyole Pitan-Payne está a punto de comenzar un trabajo en las Naciones Unidas en la ciudad de Nueva York como representante de Nigeria. Duyole es el objetivo de fuerzas misteriosas que intentan impedirle asumir el nuevo puesto.
Duyole muere después de que el Dr. Menka le informa sobre el plan que se lleva a cabo en su hospital.

## Antecedentes

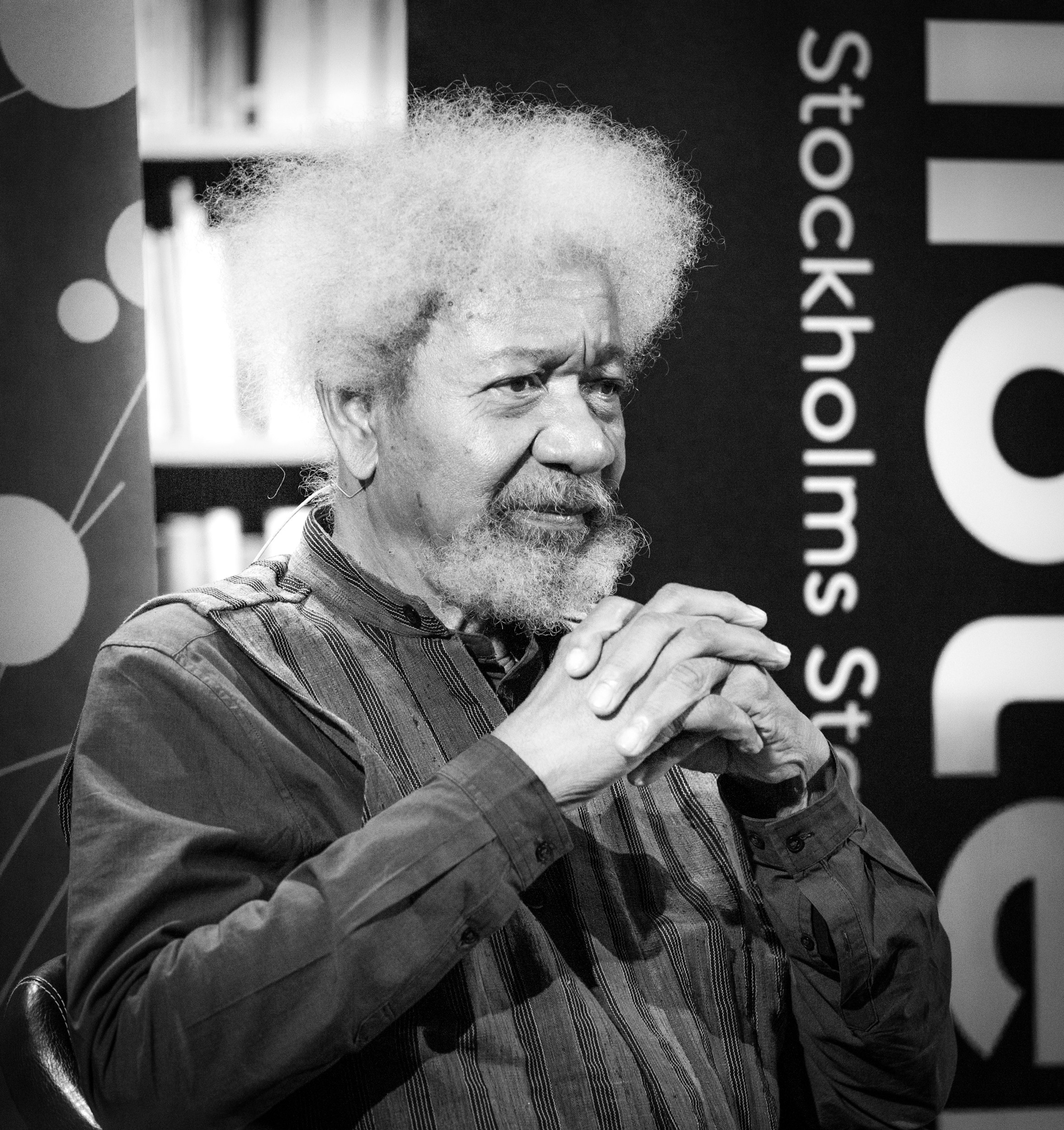
Wole Soyinka durante una conferencia en la Biblioteca Pública de Estocolmo el 4 de octubre de 2018.

Wole Soyinka, que ganó el Premio Nobel de Literatura en 1986, se inspiró en un informe de que los nigerianos se encuentran entre las personas más felices de la Tierra y comenzó a escribir casi dos décadas después y antes de la pandemia de COVID-19. El libro fue escrito en dos sesiones de 16 días entre Dakar y Senegal. Según Soyinka, el confinamiento por la pandemia le ayudó a terminar la novela, entre otros escritos, en su complejo de Abeokuta.
Crónicas, que es la tercera novela de Soyinka, fue publicada en 2021 por Bookcraft Africa, Pantheon Books y Bloomsbury Circus, casi cincuenta años desde su última novela, Season of Anomy, que se publicó en 1973.
En 2023, Éditions du Seuil publicó la traducción al francés y La nave di Teseo publicó una traducción al italiano.
La novela pretende ser una alegoría de la corrupción patrocinada por el Estado que es común en Nigeria y naciones africanas similares.

## Recepción
La novela recibió una reseña destacada de Kirkus Reviews que elogió el juego de palabras, mientras que Publishers Weekly elogió la novela como «[una] sátira mordaz que analiza la corrupción en una Nigeria contemporánea imaginaria, Chronicles también es una novela policíaca intrigante y divertida» y «[una] historia brillante que aborda la política, las clases, la corrupción y la religión desde los primeros capítulos. Destaca el lenguaje elegante y exuberante de Soyinka». Neil Munshi del Financial Times describió Chronicles como «una mirada brutalmente satírica al poder y la corrupción en Nigeria, contada en forma de novela policíaca que involucra a tres amigos universitarios».
En su reseña para The Guardian, el escritor nigeriano Ben Okri calificó la novela como «una gran danza macabra» y «la mayor novela de Soyinka, su venganza contra las locuras de la clase dominante de la nación y una de las crónicas más impactantes de una nación africana en el siglo XXI». El escritor colombiano Juan Gabriel Vásquez, que escribe para The New York Times, señaló que Soyinka escribió la novela como «lamento por el espíritu de su Nigeria natal», y si bien la trama es «intrincada, oscura a veces, [y] a menudo se enreda en demasiados nudos», la novela es, en última instancia, una exploración exitosa de «la encrucijada entre la corrupción, el fanatismo religioso, los resentimientos endémicos y un legado de división colonial».
M. A. Orthofer calificó la novela B+ en una reseña de Complete Review calificándola de «obra impresionantemente elaborada», al tiempo que señaló que «las complejidades de sus frases y su trama son desafiantes». Keishel William, que escribió para NPR, fue algo menos positivo y concluyó que la novela no se encuentra entre las mejores obras de Soyinka, pero «[l]as partes de la novela que son buenas son inmensamente buenas y, al más puro estilo Soyinka, la escritura te lanza directamente a la mitad de la vida nigeriana, para bien o para mal».